# August Auinger

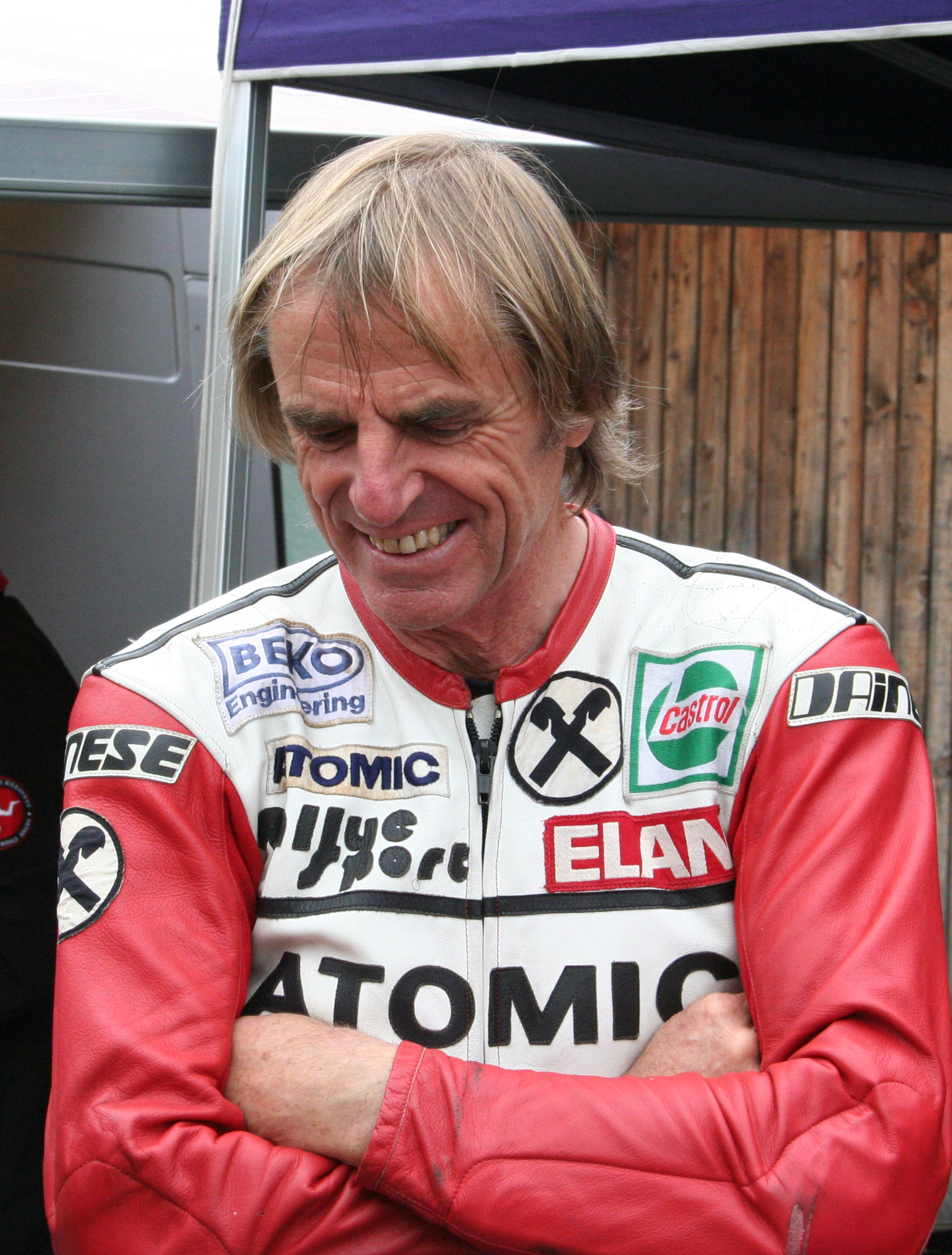
August Auinger in 2016.

August "Gustl" Auinger (Lambach, 3 mei 1955) is een Oostenrijks voormalig motorcoureur. Hij is vijfvoudig Grand Prix-winnaar in het wereldkampioenschap wegrace. Hij is de vader van autocoureur Bernhard Auinger.

## Carrière

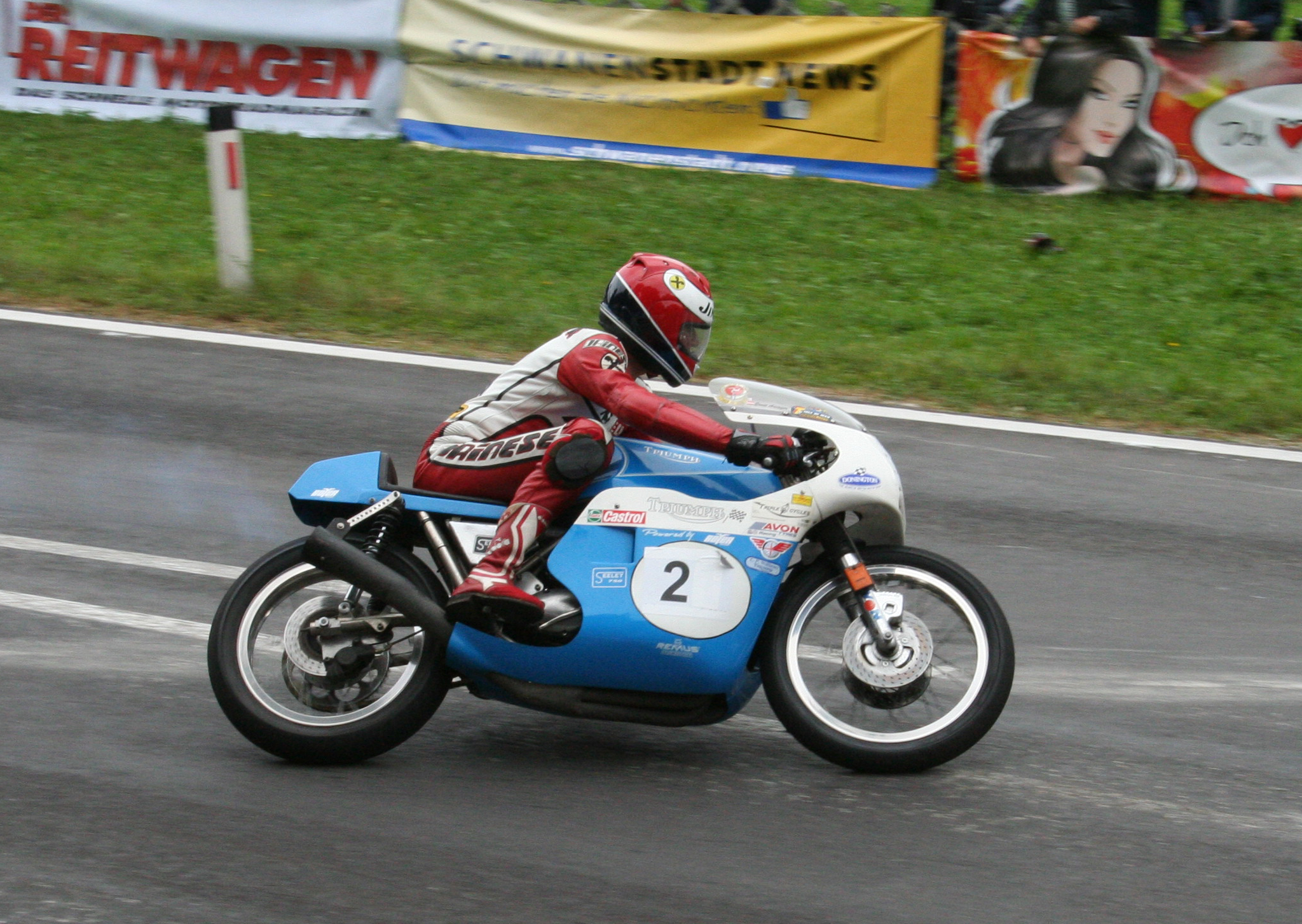
August Auinger op een Seeley-Triumph Trident uit 1969 tijdens de Oldtimer Grand Prix 2016 in Schwanenstadt

Auinger begon zijn motorsportcarrière in 1974 in het heuvelklimmen op een Yamaha. In 1975 en 1976 reed hij hierin op een Maico. In 1977 stapte hij over naar het wegrace, waarin hij in de 125 cc-klasse van het wereldkampioenschap wegrace tijdens zijn thuisrace op een Morbidelli uitkwam. Hij eindigde deze race als zestiende. In 1978 herhaalde hij dit en werd hij zeventiende in zijn thuisrace. Vervolgens reed hij nog vier Grands Prix, waarin een vierde plaats in België zijn beste resultaat was.
In 1979 reed Auinger zijn eerste volledige seizoen in het WK 125 cc. Twee vierde plaatsen in Joegoslavië en Zweden waren zijn beste resultaten, waardoor hij met 25 punten veertiende werd. Ook debuteerde hij in de 250 cc voor Yamaha in Duitsland, waarin hij op plaats 29 eindigde. Verder werd hij kampioen in de 125 cc-klasse van het Oostenrijks kampioenschap wegrace, iets dat hij tot 1984 ieder jaar zou doen. In 1980 stapte hij over naar een MBA en behaalde hij zijn hoogste klassering met een zesde plaats in Joegoslavië. Met 9 punten werd hij vijftiende in het klassement. In 1981 kreeg hij ondersteuning van de gestopte Harald Bartol, die zich bezig ging houden met het tuning van de motorfiets van Auinger. Twee zevende plaatsen in de TT van Assen en de Grand Prix van Groot-Brittannië waren zijn beste resultaten. Met 14 punten werd hij veertiende in de eindstand.
In 1982 behaalde Auinger zijn eerste podiumfinish in zijn thuisrace. In Zweden en Finland voegde hij hier twee podiumplaatsen aan toe. Met 55 punten werd hij zesde in het klassement. In 1983 behaalde hij een podiumplaats in Zweden en werd hij tiende in de eindstand met 30 punten. In 1984 stond hij in Frankrijk en Zweden op het podium. Hiernaast behaalde hij in de TT van Assen zijn eerste pole position. Met 41 punten werd hij vijfde in het kampioenschap.
In 1985 won Auinger in Duitsland zijn eerste Grand Prix. Ook in Groot-Brittannië en Zweden wist hij te winnen. Verder stond hij in Oostenrijk op het podium. Met 78 punten werd hij achter Fausto Gresini en Pier Paolo Bianchi derde in de rangschikking. Hiernaast reed hij in twee races van het WK 250 cc op een Bartol, met een achtste plaats in Spanje als beste resultaat. In 1986 won hij 125 cc-races in Groot-Brittannië en San Marino en stond hij hiernaast in de Grand Prix der Naties en in Frankrijk en Baden-Württemberg op het podium. Met 60 punten werd hij achter Luca Cadalora, Gresini en Domenico Brigaglia vierde in de eindstand. In 1987 behaalde hij podiumplaatsen in Duitsland, Italië en San Marino, maar moest hij een groot deel van het seizoen missen vanwege een blessure die hij opliep tijdens een ongeluk op de Salzburgring. Met 54 punten werd hij vijfde in het klassement.
In 1988 stapte Auinger binnen het WK over naar de 250 cc-klasse. Hij maakte deze keuze omdat vanaf dat jaar tweecilindermotoren toegestaan werden in de 125 cc, en met zijn eencilindermotor, in combinatie met zijn lengte en gewicht, zou hij geen kans hebben tegen de andere coureurs. Op een Aprilia was een achtste plaats in Zweden zijn beste resultaat. Met 31 punten werd hij zestiende in de eindstand. In 1989 reed hij op een Yamaha in negen van de vijftien races. Hij kwam enkel tot scoren met een vijftiende plaats in Australië en eindigde zo met 1 punt op plaats 41 in het kampioenschap. Hierna beëindigde hij zijn motorsportcarrière, aangezien hij als privécoureur niet meer over de financiële middelen beschikte om door te gaan.
Vanaf 2007 is Auinger rijderscoach in de FIM MotoGP Rookies Cup. Daarnaast is hij sinds 2016 verslaggever bij de Oostenrijkse televisiezender ServusTV tijdens hun motorsportuitzendingen. Bij deze zender is hij ook regelmatig te horen als co-commentator tijdens de races van het wereldkampioenschap superbike.